# Ulica Zgierska w Łodzi
Ulica Zgierska w Łodzi – ulica długości około 6 km, biegnąca w kierunku północnym jako przedłużenie ul. Nowomiejskiej od skrzyżowania z ul. Podrzeczną (przy Starym Rynku) do granicy miasta Łodzi ze Zgierzem, gdzie przechodzi w ul. Łódzką.
Na odcinku od Ronda mjr. Alfreda Biłyka do granicy miasta ulicą przebiega droga krajowa nr 91.
Ulica Zgierska powstała etapami po uregulowaniu wsi Bałuty wiodąca w kierunku Radogoszcza. W latach 70. XX w. poszerzono ulicę i na miejscu starych domów wybudowano rozległe osiedle „Jagiełły”. Od 1901 roku wzdłuż ulicy prowadzi podmiejska linia tramwajowa, która łączy Łódź ze Zgierzem (linia 45).
W czasie II wojny światowej niemieccy okupanci zmienili nazwę ulicy na Hohensteiner Strasse. Ulica dzieliła łódzkie getto na część zachodnią i wschodnią, ruch między którymi odbywał się najpierw przez otwierane czasowo bramy, a później po dwóch pieszych kładkach. Wzdłuż ulicy na chodnikach były zasieki z drutu kolczastego, a przez środek getta przejeżdżał tramwaj i samochody. W budynkach wzdłuż ulicy istniały liczne resorty i fabryki. W budynku znajdującym się przy skrzyżowaniu ul. Zgierskiej z ul. Limanowskiego, w czasie istnienia getta, mieściła się ekspozytura łódzkiego Gestapo oraz VI rewir Schupo. Stąd prowadzony był nadzór nad gettem.